# Vladimir Vasiljevič Kurasov
Vladimir Vasiljevič Kurasov (rusky Владимир Васильевич Курасов, 18. července 1897 Petrohrad – 30. listopadu 1973 Moskva) byl sovětský vojevůdce.
Pocházel z dělnické rodiny a vyučil se rytcem. V roce 1915 narukoval do carské armády a absolvoval poddůstojnickou školu v Telavi. V roce 1918 vstoupil do Rudé armády, sloužil u Baltské flotily a bojoval proti Judeničovi.
Od roku 1928 byl členem VKS (b). V roce 1932 absolvoval Frunzeho vojenskou akademii a roku 1935 se stal plukovníkem. Od roku 1940 působil v generálním štábu Rudé armády a po německém útoku na SSSR působil u čtvrté úderné armády, s níž se zúčastnil toropecko-cholmské operace. V letech 1943 až 1945 byl náčelníkem štábu 1. pobaltského frontu a podílel se na operaci Bagration.
Po válce velel Střední skupině vojsk v Rakousku. V roce 1948 se stal armádním generálem. Pak přednášel na akademii sovětského generálního štábu, kde získal v roce 1963 profesuru. V letech 1963 až 1968 byl zástupcem Varšavské smlouvy v Německé demokratické republice.
V roce 1965 se stal Hrdinou Sovětského svazu. Byl mu také udělen Československý válečný kříž 1939, Řád Kutuzova a čtyřikrát Leninův řád.